# Alejo Peyret
Alejo Peyret (en francés Alexis Pierre Louis Édouard Peyret, Serres-Castet, actual Francia, 11 de diciembre de 1826- Buenos Aires, Argentina, 27 de agosto de 1902) fue un escritor multilingüe (produjo obras en español, en francés y en lengua occitana), agrónomo, administrador de colonias agrícolas, periodista, educador e historiador argentino, nacido en Francia. Fue además un pensador original, un verdadero filósofo cuya obra comienza a reconocerse recientemente, sobre todo a partir de conocerse su obra en periódicos de la región (de Buenos Aires, Entre Ríos y Montevideo) donde desarrolló una labor muy destacada de difusión de ideas de avanzada. También tuvo una destacada acción pública en la provincia de Entre Ríos, sobre todo en la historia de la Colonia San José ya que gracias a él la colonia comenzó a producir gran cantidad de cultivos y se transformó en un exitoso modelo de progreso comunitario. Además trajo grandes innovaciones tecnológicas, instaló industrias y experimentó con cultivos que no eran sudamericanos. Es considerado un precursor del cooperativismo y del mutualismo, de la educación popular, de la igualdad entre varones y mujeres, y de la economía social.

## Biografía
Peyret fue hijo de Alexis Agustín Peyret, un hacendado de Serres-Castet que combatió en el ejército de Napoleón, y de Cécile Angélique Vignacour. Entabló, ya en Concepción del Uruguay, una relación con Josefa Auristela Caraballo, con quien tuvo sus dos primeros hijos: Nieves Emilia y Luis Alejo. Posteriormente, el 7 de julio de 1866, Peyret se casó en la parroquia de San José con María Celerina Pinget, nacida en Vinzier, Haute-Savoie, hija de Gabriel Pinget y Luisa Viollaz.

## Juventud en Francia
Peyret nació en Serres-Castet, Cantón de Morlaàs, en el departamento de Basses-Pyrénées, actualmente los Pirineos Atlánticos, en la región de Aquitania. A la edad de diez años, ingresó al Colegio Real de Pau. En 1844, a los dieciocho años de edad, se recibió de licenciado en Ciencias y Letras. Evitó el servicio militar obligatorio pagándole a un sustituto para que lo reemplazara en éste. Continuó estudiando leyes en el Collège de France, donde fueron sus profesores el filósofo Edgar Quinet y el historiador Jules Michelet. Se involucró en el radicalismo político, en la redacción de escritos apoyando al republicanismo, a la democracia, al anticlericalismo y al socialismo y también en las Revoluciones de 1848. Fue secretario de colonización agrícola en la Revolución de 1848. Luego editó un "Almanaque Democrático de los Pirineos", considerado revolucionario por su contenido antimonárquico y anticlerical, por el que fue juzgado, pero fue absuelto.
En la elección de 1852, Peyret se presentó como candidato por el departamento de Basses-Pyrénées. Luego del triunfo electoral del Régimen Bonapartista y del establecimiento del Segundo Imperio Francés bajo el reinado de Napoleón III, Peyret abandonó el país.

## Llegada a la Argentina
Peyret arribó a Montevideo el 4 de noviembre de 1852, donde escribió para El Comercio del Plata, un periódico editado por José María Cantilo. Alberto Larroque, director del Colegio de Uruguay, en Concepción del Uruguay, le ofreció una cátedra. El ministro de Justicia, Culto e Instrucción Pública, Juan María Gutiérrez lo designó jefe de los Departamentos de Francia y Geografía el 5 de junio de 1855. Peyret permaneció en este puesto hasta el 4 de septiembre de 1856. Trabajó como editor del periódico bisemanal El Uruguay, bajo la dirección de Benjamín Victorica. En ese periódico publicó las primeras traducciones al español de la obra del filósofo anarquista francés Pierre Joseph Proudhon, en particular, su  Principio Federativo, pero también otras obras como su análisis sobre los bancos. Encabezó la creación de la Sociedad de Auxilio Mutuo, La Cosmopolita, el 31 de agosto de 1856 en Concepción del Uruguay, considerada la primera mutual del país. En septiembre de ese año, Peyret se trasladó a Paraná, para asumir el control de El Nacional Argentino, una organización en apoyo de la Confederación. Peyret permaneció en Paraná hasta julio de 1857, "excepto por una interrupción de un mes (mayo-junio) que pasé en Uruguay (refiriéndose a Concepción del Uruguay) para ver a Euristela". Euristela hace referencia a Josefa Auristela Caraballo.

## Colonización y agricultura
El 11 de julio de 1857 fue nombrado administrador y director de la Colonia San José por el entonces presidente Justo José de Urquiza. En cumplimiento con sus instrucciones, Peyret publicó una serie de artículos en El Uruguay durante los meses de abril, mayo y junio de 1860 en los que incentivaba a los colonos a ser trabajadores, "cualquiera sean sus opiniones religiosas o sus creencias". Sus notas fueron traducidas al francés y recopiladas en un folleto titulado Emigration et Colonisation: La Colonie San José.
Bajo su dirección, la colonia comenzó a cultivar maníes, papas, batatas, porotos, cebollas, remolachas azucareras, maíz y tabaco. Peyret también introdujo técnicas superiores para el cultivo de trigo y presionó a Urquiza para que le entregara nuevas tierras, en las que establecería una estación experimental para el crecimiento de algodón. También experimentó con tártago y con la adaptación del gusano de la seda al clima de la región. Construyó una fábrica para la manufactura de aceite de maní. Por su trabajo agrícola con la papa recibió una mención honorable en la Exposición Nacional de Córdoba, que tuvo lugar entre el 15 de octubre de 1871 y el 21 de enero de 1872. El 3 de enero envió al comisionado en jefe de la exposición un reporte sobre el estado de la Colonia San José y de la Villa de Colón y una perspectiva de una futura colonización de la provincia de Entre Ríos.
En un transcurso de treinta años Peyret cumplió las funciones de administrador, director, juez de paz, comisionado, presidente de la municipalidad de San José y oficial del primer registro civil, que fue creado en 1873 en Colón para resolver controversias entre novias pertenecientes a diferentes religiones. A partir de 1865, Peyret fue un miembro de la Comisión de Obras Públicas de Colón, cuyas funciones eran supervisar la construcción de la Iglesia, recaudar fondos e informar al gobierno en sus inversiones. Peyret presentó su renuncia a la Comisión el 31 de diciembre de 1872. Cuando el entonces presidente Domingo Faustino Sarmiento hizo una visita a Colón y a San José el 6 de febrero de 1870, recayó en Peyret la responsabilidad de ser el jefe del "Comité de Bienvenida", que arreglaría la bienvenida oficial.

## Francmasonería
Iniciado en la francmasonería en Francia, Peyret se volvió un miembro activo de la Logia #44 George Washington en Concepción del Uruguay, a la cual se unió en 1864. En 1868 recibió el tercer grado y se convirtió en maestro masón. Sirvió como orador en dos períodos consecutivos, desde 1877 hasta 1879. El 25 de octubre inauguró las conferencias públicas de la Logia. El 16 de enero de 1887 asistió a la inauguración de la Logia L'Amie des Naufrages en  Buenos Aires, donde fue nombrado miembro honorario.

## Activismo político

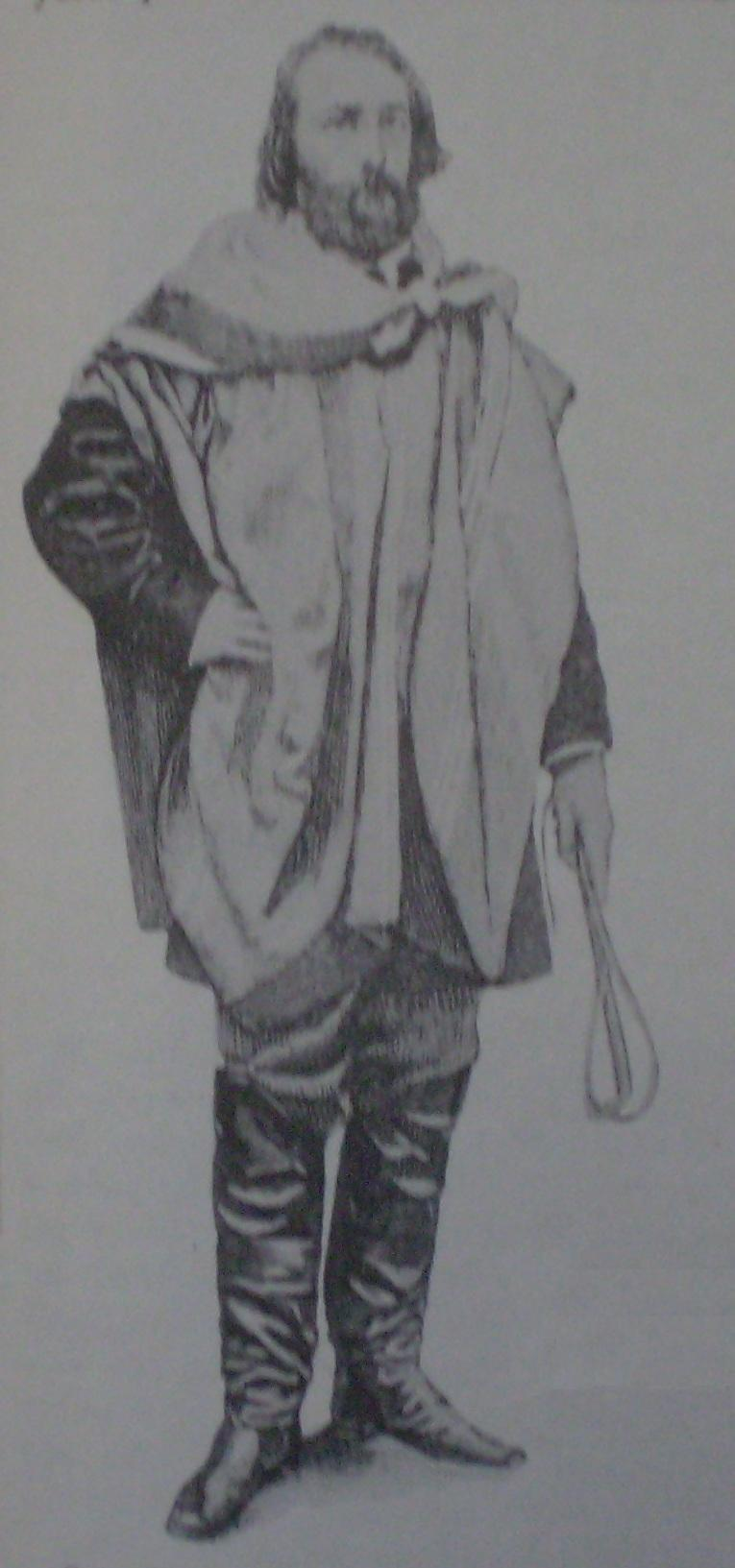
Alejo Peyret

En agosto de 1871, Peyret elaboró un bosquejo de Constitución para la República Francesa, dedicada al entonces presidente Louis-Adolphe Thiers, y un prólogo basado en su teoría jurídico-política. El prólogo fue publicado más adelante en La República en noviembre de ese mismo año.
A partir del 9 de junio de 1873, Peyret envió al diario La República de Buenos Aires una serie de cartas sin firmar en los que denunciaba el asesinato de Urquiza el 11 de abril de 1870 y criticaba la intervención federal en contra de la provincia de Entre Ríos, argumentando que se habían violado los principios del federalismo y de la autonomía provincial. Peyret declaró que Ricardo López Jordán representaba la esperanza del pueblo de Entre Ríos, preservando, al mismo tiempo, el verdadero objetivo de la intervención armada ordenada por Domingo Faustino Sarmiento, que era asegurar el éxito de la candidatura presidencial de Nicolás Avellaneda. Argumentó que, aunque Leonidas Echagüe no podría haber permanecido en el control del gobierno de Entre Ríos, Ricardo López Jordán no lo debería haber reemplazado tan pronto, luego de la violenta muerte de Urquiza. Peyret usó este argumento en respuesta a las acusaciones del cripto-Jordanismo.
Como sólo seis de las quince cartas fueron publicadas, Peyret las recopiló en Cartas de la Intervención en contra de la provincia de Entre Ríos, que publicó bajo el seudónimo de "Un extranjero". La identidad del autor no quedó en secreto entre sus contemporáneos, siendo este error de criterio el que le costó el trabajo de administrador de San José y el que lo obligó a abandonar la provincia, donde había pasado dieciocho años. En una carta a Benjamín Victorica, escrita en Buenos Aires el 3 de marzo de 1874, Peyret escribió «... Hubiera sido mejor no haberme involucrado con la política. No sé cómo me olvidé del consejo del señor Pedro de Angelis. Cedí ante un momento de irritación e impaciencia, viendo que se nos acercaba una nueva guerra, que duraría un año entero. Estoy siempre a su servicio y creo que usted permanecerá siempre al mío, sin importar mis imprudencias». En marzo de 1874, Peyret renunció a su posición como director de la colonia y fue reemplazado temporalmente por Rodolfo Siegrist hasta el 30 de abril. En junio, desde Buenos Aires, Dolores Costa de Urquiza lo designó representante en el cargo de seleccionar y transportar colonos a la Colonia Caseros.

## Carrera académica y literaria

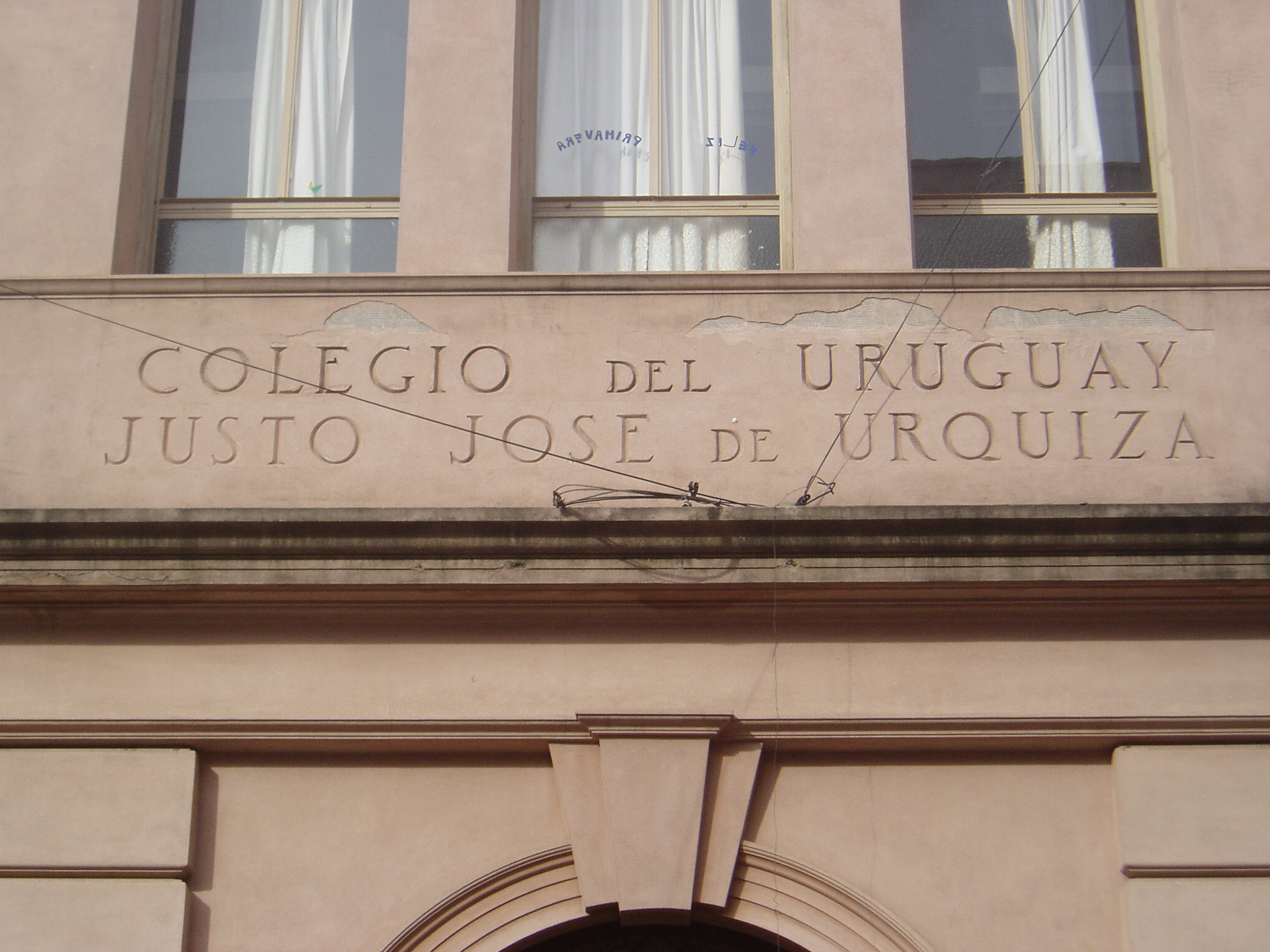
Frente del Colegio Nacional del Uruguay

Peyret publicó sus Cuentos Bearneses en Concepción del Uruguay en 1870. Esta obra en occitano del Bearne fue traducida al francés y editada luego en París en 1890. Peyret hizo todo lo que pudo para preservar la lengua de su región natal, y por sus Cuentos Bearneses se ganó los elogios de Pierre-Jean de Béranger.
El 13 de julio de 1874 fue nombrado por Vicente Fidel López, presidente de la Universidad de Buenos Aires, para ocupar la cátedra vacante de Francés, en la Facultad de Humanidades y Filosofía. El decano Andrés Lamas expresó su aprobación y se comunicó con Peyret. El 13 de abril de 1876, Peyret envió su renuncia desde Concepción del Uruguay. El 31 de marzo de ese mismo año fue nombrado profesor de historia mundial para los seis grados del Colegio Nacional de Uruguay, y fue posteriormente nombrado, en 1879, para enseñar unos cursos especiales en la historia de las universidades gratuitas. Continuó en el colegio hasta el 17 de agosto de 1883, cuando se resignó a ser trasladado a Buenos Aires.
La Logia George Washington accedió en 1877 a la propuesta de Peyret, formar una comisión liderada por él mismo para estudiar «la situación que estaba afligiendo a numerosos estudiantes que no podían seguir con sus estudios debido a la falta de recursos». Esto llevó al establecimiento de la sociedad educacional La Fraternidad, que buscaba proteger y proveer alojamiento a los estudiantes del Colegio de Uruguay. El 23 de agosto de 1880 fue nombrado presidente de la Comisión Directiva provisional de la Sociedad Francesa de Auxilio Mutuo de Concepción del Uruguay y en 1882 fue nombrado presidente honorario. La Oficina de Territorios y Colonias lo nombró en 1881  para hacer un estudio sobre las posibilidades del territorio de Misiones; este estudio lo inspiró a escribir treinta cartas que fueron publicados en el diario La Tribuna Nacional, bajo el título de Cartas de Misiones.
Un decreto firmado el 18 de agosto de 1883 por el entonces presidente Julio Argentino Roca autorizaba a Peyret, que se había trasladado a Buenos Aires, a enseñar la historia de las universidades gratuitas en el Colegio Nacional de Buenos Aires. Sirvió en este puesto hasta el 11 de febrero de 1887. Escribió Historia Contemporánea, libro de texto que sería usado en escuelas normales y en Colegios Nacionales. En 1885 su libro Orígenes del Cristianismo fue adaptado en la Revista de la Universidad de Buenos Aires y, al año siguiente, su trabajo de El Pensador Americano fue publicado. Al mismo tiempo, publicó Historia de las Religiones, que comprendía una histórica y filosófica crítica de las religiones prehistóricas e históricas y también del Cristianismo. Otro trabajo relacionado con el tema fue La Evolución del Cristianismo.

## Administrador colonial
Peyret fue nombrado inspector de las Colonias por un decreto del entonces presidente Miguel Juárez Celman, el 12 de febrero de 1887. Como consecuencia de este puesto, escribió Una visita a las colonias de la República Argentina, escrita en español en dos tomos y presentada por el gobierno en la Exposición Universal en París. Fue publicada simultáneamente en francés, bajo el título de Une visite aux colonies de la République Argentine.
El 10 de mayo de 1889, el Gobierno Nacional le encargó a Peyret el estudio de la maquinaria agrícola expuesta en la Exposición. Recibió seis mil pesos para cubrir sus gastos y debía presentar un informe descriptivo antes del final de la Exposición. Su informe fue titulado Las Máquinas Agrícolas de la Exposición Universal de París.
Peyret se marchó hacia Francia el 5 de junio de 1889 a bordo del Río Negro, con su esposa Celerina Pinget y su hija Alfonsina. Treinta y siete años pasaron desde que se autoimpuso el exilio a la Argentina. El Congreso Internacional Socialista se reunió en París entre el 14 y 21 de julio, durante el cual establecieron la Segunda Internacional. Peyret informó sobre sus actividades durante esos días en una carta enviada al gobernador de Entre Ríos, Clemente Basavilbaso, que luego fue publicada en un diario de Paraná el 28 de julio. De acuerdo con su carta, sólo estuvo el día 20 de julio en el Congreso Socialista, cuyas sesiones duraron el día entero. Dejó un relato más detallado en su diario personal: el 20 de julio, sábado, fue al Congreso, en el salón Folies Parisiennes, en el bulevar Rochechouart. «Fui anunciado como un delegado de la República Argentina, hubo un aplauso, pero sólo en el momento en que estaba abandonando la habitación». El orador del día era un miembro de la Cámara de los Comunes, que habló durante las ocho horas del día laboral. En nombre de los italianos republicanos de Buenos Aires, Peyret entregó una placa conmemorando la Revolución francesa a la Municipalidad de París.
El 1 de abril de 1892 Peyret apuntó: «Me hubiera gustado haber tenido el dinero que gasté sin razón en Concepción del Uruguay y en la Colonia San José. Si hubiera puesto ese dinero en el banco, hoy podría vivir de esos ahorros. Y mi padre: ¡lo que gastó en Serres-Castet! Cuando volví a Francia el actual propietario me propuso vendérmela y le dije que no, que me había tomado por un millonario».
Peyret fue nombrado el representante de la provincia de Entre Ríos en el Primer Congreso Agrícola Provincial, que tuvo lugar en Esperanza, provincia de Santa Fe, desde el 24 de mayo hasta el 2 de junio de 1892. En junio de 1892 se encargó de escribir la historia de la colonización Argentina y fue subvencionado por un año con un salario mensual de 500 pesos, «incluyendo su salario como Inspector de Colonias». En 1898 decidió que ya había recolectado la documentación necesaria para comenzar a escribir y comenzó el trabajo, "para ser completado cuando mi salud lo permita". Peyret sirvió como inspector general de las Colonias desde principios de 1895 hasta el 16 de enero de 1900, cuando se retiró.

## Retiro y muerte
El 13 de junio de 1893, Peyret fue unánimemente elegido para ser el presidente de la Alianza Francesa de Buenos Aires, cuyo comité se reunía en el Club Francés. El 13 de diciembre de 1885, ante la presencia del Juez Federal Juan del Campillo, juró el Juramento de Ciudadanía en la Constitución Argentina. El 14 de octubre de 1889 solicitó beneficios de jubilación, justificándose en su avanzada edad, su débil salud, su ciudadanía argentina y su enfermedad física luego de treinta y un años de servicio. El entonces presidente Julio Argentino Roca le otorgó lo solicitado en un decreto firmado el 19 de febrero de 1900.
En su último año de vida, escribió sus memorias agronómicas en el artículo «Colonia San José - Cómo fue fundada», escrito en octubre de 1901 y publicado en la revista Urquiza. Peyret murió en su casa de la calle General Urquiza 176, el 27 de agosto de 1902 en Buenos Aires, de miocardia crónica. A su entierro en el cementerio Oeste asistieron Julio Argentino Roca, su ayudante de campo, el coronel David Marambio Catán, y una larga audiencia.
La Revista Masónica, un órgano independiente de la francmasonería internacional, publicó: «En memoria del Ilustre y Honorable Dr. Alejo Peyret: esta República y más directamente la francmasonería Argentina han perdido a uno de sus mayores pensadores, un apóstol incansable del liberalismo. Por un decreto especial, la Argentina Oriental eligió al Poderoso y Honorable Francisco F. Fernández para hablar en nombre de la francmasonería nacional. El nombre del Honorable Peyret está grabado en la memoria de esos a los que ha enseñado a cultivar el conocimiento y a amar la justicia y la verdad».
Como un pedido de sus herederos, las cenizas de Peyret fueron trasladadas al cementerio de San José el 26 de noviembre de 1995. Sus únicos artículos en su testamento eran un terreno en San José y una fracción de la zona de granja en la misma colonia.

## Homenajes póstumos
Cuando se decidió ponerle por nombre Alejo Peyret al salón de actos públicos del Colegio Nacional de Uruguay, el rector de la institución, Dermidio Carreño, solicitó a la Superioridad el arreglo del mismo. Además, a nivel nacional, se había contratado al escultor Lucio Correa Morales para la realización de un monumento a Peyret, solicitado por la Comisión Nacional de Homenaje a Peyret. El mismo día de la fundación de La Fraternidad, el 14 de mayo de 1905, fue el elegido para inaugurar el monumento al Profesor Alejo Peyret. Esta escultura es visitada por cientos de turistas.
Con el motivo de la inauguración de este monumento, el Colegio Nacional de Uruguay acuñó una medalla de metal blanco en honor a Peyret. El anverso de la medalla tiene el rostro de Alejo Peyret, con su fecha de nacimiento (1826) y defunción (1902), y en el dorso está acuñada la inauguración del monumento en su honor, el 14 de mayo de 1905, en un estilo art nouveau, y el nombre del colegio.